# Вертебный, Иван Андреевич
Иван Андреевич Вертебный — советский хозяйственный и политический деятель.

## Биография
Родился в 1935 году на хуторе Пелеховщина. Член КПСС.
Окончил Полтавский сельскохозяйственный институт, Полтавский педагогический институт.
В 1958—1970 гг. — агроном отделения колхоза, инструктор Глобинского райкома КП Украины, председатель колхоза имени Котовского Глобинского района Полтавской области.
В 1970—1995 гг. — председатель колхоза имени М. Горького, заместитель председателя Глобинского райисполкома, секретарь Глобинского райкома КП Украины, председатель ордена Трудового Красного Знамени колхоза имени М. Горького Глобинского района Полтавской области.
Избирался народным депутатом СССР (1989—1991). Делегат XXVII съезда КПСС.
Жил в Великих Крынках.

## Награды
- Орден Ленина
- Орден Трудового Красного Знамени
- Орден Знак Почёта